# アフガニスタン赤新月社
アフガニスタン赤新月社（パシュトー語:  د افغاني سرې میاشتې ټولنې、英語: Afghan Red Crescent Society、ARCS）は、アフガニスタンの国際赤十字赤新月社連盟参加組織。この組織は70年以上にわたって存在しているが、この20年は国の影響を大きく受けて制限されていた。

## 歴史
アフガニスタン赤新月社は1934年4月に孤児を救う目的でカーブルに設立された。1951年10月には、地方支部、経営委員会を組織に組み込むことが選挙で決められた。ARCSにとって重要なパートナーである国際赤十字赤新月は、1991年に代理委員会を設置していたが、アフガニスタン戦争では避難していた。近年組織的容量でチームは制限されており、組織とARCSの活動は組織は地域をおおうようにいたるところにあり、32の県のうち31の県に支部がある

## 活動
ARCSは国際組織を通してアメリカ、イギリス、オーストラリア、カナダ、日本の組織から重要な援助を受けている。また、ARCSはイラン、カタール、サウジアラビア、アラブ首長国連邦の組織と相互関係を持っている。
アフガニスタンの広範囲で人道主義に基づいて活動しており、ARCSは全ての民族に等しく活動することを要求している。組織の活動は災害対応と健康管理、年少者に焦点を合わせている。
正確な記録ではないが国際組織からの発表では2003年にはメンバーは10000人、ボランティアは1200人と見積もっている。2007年の会長へのインタビューではARCSには37000人近くのボランティアがいるとされている。